# Marc Gini
Marc Gini nació el 8 de noviembre de 1984 en Castasegna (Suiza), es un esquiador que tiene una victoria en la Copa del Mundo de Esquí Alpino (con un total de un pódium).

## Resultados

### Juegos Olímpicos de Invierno
- 2010 en Vancouver, Canadá
  - Eslalon: 15.º

### Campeonatos Mundiales
- 2011 en Garmisch-Partenkirchen, Alemania
  - Eslalon: 37.º
- 2013 en Schladming, Austria
  - Eslalon: 18.º

### Copa del Mundo

#### Clasificación General Copa del Mundo
- 2005-2006: 98.º
- 2006-2007: 56.º
- 2007-2008: 50.º
- 2008-2009: 84.º
- 2009-2010: 75.º
- 2010-2011: 49.º

#### Victorias en la Copa del Mundo (1)

##### Eslalon (1)
| Fecha                   | Lugar     |
| ----------------------- | --------- |
| 11 de noviembre de 2007 | Reiteralm |